# Kubanschild

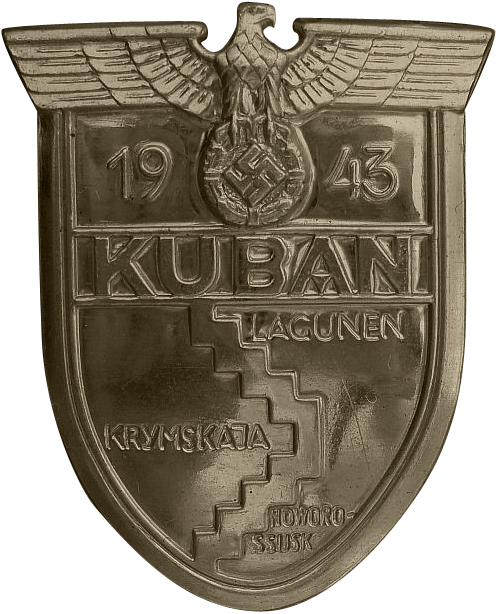
Der Kubanschild (Replik)

Stiftungsdekret zum Kubanschild

Kubanschild in der 57er Version mit dazugehöriger 16-mm-Anstecknadel

Der Ärmelschild Kuban war ein Kampfabzeichen der deutschen Wehrmacht aus der Zeit des Zweiten Weltkrieges.

## Hintergrund zur Schaffung dieser Auszeichnung
Er wurde am 20. September 1943 von Adolf Hitler gestiftet und an die deutschen Teilnehmer der Kämpfe entlang des Kubanbrückenkopfes (Februar bis Oktober 1943) verliehen. Den Kubanschild erhielt, wer in der Zeit seit 1. Februar 1943 an den Kämpfen am Kubanbrückenkopf zu Lande, in der Luft oder zu Wasser beteiligt war und eine der nachstehenden Voraussetzungen erfüllt hat:
- Teilnahme an einer Hauptschlacht
- Verwundung
- ununterbrochener Einsatz von mindestens 60 Kampftagen

"Die Teilnahme an folgenden Kampftagen gilt als Teilnahme an einer Hauptschlacht:
- 1.–11. Februar 1943: Schlacht um Krasnodar
- 1. Februar bis 4. März 1943 und 26.–31. März 1943: Abwehrschlachten zur Verhinderung der feindlichen Umfassungen am linken Armeeflügel
- 3.–28. Februar 1943: Abwehrkämpfe gegen Feindlandungen Noworossijsk
- 12.–15. Februar 1943: Abwehrschlacht bei Abin
- 2.–8. März 1943: Abwehr am Brückenkopf Troizkoje
- 10.–16. März 1943: Schlacht um Abinskaja
- 4.–18. April 1943: 1. Abwehrschlacht bei Krymskaja mit Abwehr von Fesselungsangriff gegen Kurka-Front
- 17.–20. April 1943: Angriffskämpfe gegen Landekopf Noworossijsk
- 29. April bis 10. Mai 1943: 2. Abwehrschlacht bei Krymskaja mit gleichzeitiger Abwehr des Feindangriffs bei Noworossijsk
- 26. Mai bis 8. Juni 1943: 3. Abwehrschlacht bei Krymskaja
- 16. Juli bis 13. August 1943: 4. Abwehrschlacht bei Krymskaja, eigene Angriffs- und Abwehrkämpfe bei Neberdschajewskaja und Abwehr von Fesselungsangriffen am Kurka-Abschnitt
- 10. Mai bis 9. Oktober 1943: Abwehr des Landungsangriffs Noworossijsk und Kämpfe beim Absetzen aus dem Kubanbrückenkopf."[1]

## Entwurfsideen und Aussehen
Die Größe des Schildes, der auf dem linken Ärmel getragen wurde, betrug 52 × 62 mm mit einer Tuchunterlage von 64 × 77 mm. Gefertigt war der Schild aus Feinblech bzw. Feinzink.

## Verleihungspraxis und Verleihungszahlen
Der Ärmelschild wurde im Auftrag Hitlers als Oberbefehlshaber der Wehrmacht von Generalfeldmarschall Ewald von Kleist verliehen. Insgesamt wurden ca. 50.000 Stück inkl. einem Besitzzeugnis und Anstecknadel ausgegeben.

## Sonstiges
Laut Gesetz über Titel, Orden und Ehrenzeichen vom 26. Juli 1957 ist das Tragen der Auszeichnung in der Bundesrepublik Deutschland nur ohne nationalsozialistische Embleme gestattet.